# Pitra
Pitra is een bestuurslaag in het regentschap Tabanan van de provincie Bali, Indonesië. Pitra telt 1797 inwoners (volkstelling 2010).